# Hermanna Barkhausen
Hermanna Caroline Elfriede Barkhausen, auch Herma E. Barker, bürgerlich Hermanna Barkhausen-Büsing (* 25. Juli 1875 in Hamburg, Deutsches Reich; † 14. Februar 1957 in Rotenburg (Wümme)) war eine deutsche Schriftstellerin, Malerin, Zeichnerin, Liedtexterin und Drehbuchautorin beim deutschen Stummfilm der 1920er Jahre.

## Leben und Wirken
Über Hermanna Barkhausen ist nur sehr wenig bekannt. Das zweitjüngste von neun Kinder des Bremer Kaufmanns Albrecht Wilhelm Barkhausen-Büsing (1837–1890) und dessen Gattin Catharina Anna Therese Will (1845–1919) begann sich schon als junge Frau für die Malerei und die Zeichenkunst zu interessieren und studierte in München Malerei. Die Landschaftsmalerin war die Mutter von Hans Barkhausen (eigentlich Hanswolf Barkhausen-Büsing).
In frühen Jahren in Süddeutschland (Großraum Dachau und München) ansässig, knüpfte Hermanna Barkhausen während des Ersten Weltkriegs Kontakte zur Filmbranche und wurde 1919 von der Emelka als Drehbuchautorin eingestellt. Einige der fast fünfzig Drehbücher, die sie verfasste, schrieb sie unter dem Namen Herma E. Barker. In dieser Funktion oblag es ihr zunächst (um 1920), Vorlagen von Ganghofer-Romanen für die stumme Leinwand zu adaptieren. Zu Beginn ihrer Kinokarriere kam es dadurch zu mehreren Kooperationen mit dem Regisseur und Drehbuchkollegin Franz Osten. Sie blieb der Emelka bis 1927 weiterhin treu und verfasste für diese wichtigste Münchner Produktionsfirma sowohl Komödien als auch Dramen und Melodramen. Ihre letzte Arbeit für den Film schrieb Barkhausen hingegen für eine Berliner Gesellschaft, im Tonfilm war sie nicht mehr aktiv.
Hermanna Barkhausen war auch als Liedtexterin bzw. Zeitungsautorin tätig und lebte nach dem Zweiten Weltkrieg zeitweilig im Großraum Lüneburg.

## Filmografie
- 1920: Der Ochsenkrieg (ungenannt)
- 1920: Der Klosterjäger
- 1920: Der Kampf um den Goldfund
- 1924: Die Galgenbraut
- 1926: Die kleine Inge und ihre drei Väter
- 1927: Klettermaxe
- 1927: Arme kleine Sif
- 1927: Das Geheimnis von Genf
- 1927: Sturmflut
- 1928: Amor auf Ski